# Josef Schneider
Pour les articles homonymes, voir Schneider.
Josef « Pepi » Schneider est un footballeur puis entraîneur autrichien, né le 3 février 1901 et mort le 13 mars 1973. Il évolue au poste de milieu de terrain de la fin des années 1910 au milieu des années 1930.
Après des débuts au Wiener AF, il joue notamment au Wiener AC et au MTK Hungária FC avec qui il remporte le titre de champion de Hongrie en 1929. Après trois ans aux États-Unis, il joue aux Grasshopper Zurich avant de devenir entraîneur-joueur au Stade rennais UC. Il dirige ensuite les équipes du Havre AC, de l'Olympique d'Alès et du FK Austria Vienne.
Il compte dix sélections en équipe d'Autriche.

## Carrière
Après avoir joué étant jeune dans plusieurs clubs de Vienne, Josef Schneider commence sa carrière de joueur à haut niveau au sein du Wiener AC. Il y joue de 1919 à 1927, avec un intermède de deux au First Vienna FC. En 1927, il s'exile une première fois, et part jouer en Hongrie, à Budapest et, remporte avec le club le championnat de Hongrie en 1929.
Deux ans plus tard, il traverse même l'Atlantique pour s'installer à New York. Il y joue pendant deux ans au Brooklyn Hakoah puis aux Wanderers Brooklyn, puis revient en Europe, disputant deux saisons avec le Grasshopper Zurich.
En 1933, il signe au Stade rennais UC, en tant que demi centre. Après deux matches, l'entraîneur-joueur en poste, Philip McCloy, décide de partir. Schneider le remplace au pied levé (tout en continuant à jouer) et commence sa carrière d'entraîneur. La saison suivante, il fera quelques apparitions sur le terrain, mais se concentrera plus volontiers sur ses nouvelles fonctions.
Après trois saisons passées en Bretagne, il devient successivement l'entraîneur du Havre AC (de 1936 à 1939) puis de l'Olympique d'Alès avant de revenir dans son Autriche natale entraîner l'Austria Vienne.

## Palmarès
Pépi Schneider remporte le titre de champion d'Autriche de division 2 en 1924 avec le Wiener AC. Sous les couleurs du Hungária FC, il remporte le titre de champion de Hongrie en 1929. Avec les Grasshopper Zurich, il est vainqueur de la Coupe de Suisse en 1932 et finaliste de la même compétition en 1933. Il termine également vice-champion de Suisse la même année.
Il compte onze sélections en équipe d'Autriche obtenues entre 1925 et 1927.